# Efecte Wallace
En biologia, l'efecte Wallace és la hipòtesi que la selecció natural pot contribuir a l'aïllament reproductiu d'espècies incipients a través de la selecció de mecanismes d'aïllament reproductiu o barreres a la hibridació.
El 1889, Alfred Russel Wallace publicà el llibre Darwinism, el qual explicava i defensava la selecció natural. En aquesta obra proposà que la selecció natural podria causar l'aïllament reproductiu de dues poblacions a través del desenvolupament de mecanismes d'aïllament i, per tant, podria contribuir al desenvolupament de noves espècies.
Wallace va suggerir el següent escenari: quan dues varietats d'una mateixa espècie han divergit fins a cert punt, cadascuna adaptada a determinades condicions particulars, la descendència híbrida estaria menys adaptada que qualsevol de les formes parentals. En aquest punt, la selecció natural tendiria a eliminar els híbrids. Sota aquestes condicions, la selecció afavoriria el desenvolupament de barreres a la hibridació, ja que els individus que no participessin en els aparellaments o encreuaments híbrids tendirien a deixar més descendència i, per tant, estarien més adaptats. Aquest procés contribuiria a l'aïllament reproductiu de dues espècies incipients.
Actualment l'efecte Wallace també es coneix com a "reforç" o "desavantatge dels heterozigots" i continua sent un tema de recerca en biologia evolutiva, ja que és potencialment important com un factor en l'especiació, especialment en l'especiació simpàtica. La seva validesa es troba sustentada per models matemàtics i, recentment, per dades empíriques sobre l'evolució de diferents moments de floració com un mecanisme d'aïllament reproductiu, com així també en la selecció sexual en aus del gènere Ficedula.